# ميخائيل بروير (لاعب كرة قدم أمريكية)
ميخائيل بروير (بالإنجليزية: Michael Brewer)‏ هو لاعب كرة قدم أمريكية أمريكي، ولد في 13 نوفمبر 1992 في أوستن في الولايات المتحدة.